# Hopea quisumbingiana
Hopea quisumbingiana là một loài thực vật thuộc họ Dipterocarpaceae. Đây là loài đặc hữu của Philippines.